# سوگند زمین تنیس
سوگند زمین تنیس (فرانسوی: Serment du Jeu de Paume‎) یا پیمان زمین تنیس اشاره به سوگندی است که اعضای رسته سوم در ۲۰ ژوئن ۱۷۸۹ در زمین تنیس کاخ ورسای گرفتند. این زمین تنیس در سال ۱۶۸۶ به عنوان یکی از ملزومات کاخ ساخته شده بود. عهد آنها مبنی بر، عدم نفاق و جدایی و همچنین تجمع مجدد در هر مکانی که لازم بود تا زمانی که قانون اساسی پادشاهی ایجاد گردد بود و چنین عهدی، به رویدادی محوری در انقلاب فرانسه مبدل شد.